# Alejandro Martínez Rodríguez
Alejandro Martínez Rodríguez, más conocido como Álex Martínez (Torreón, Coahuila, México, 10 de abril de 1990), es futbolista mexicano.

## Trayectoria
Creció en el fraccionamiento PROVITEC de la ciudad de Torreón Coahuila jugando fútbol en los torneos de futbaby organizados en la cancha de la colonia. Su talento fue descubierto y perfeccionado por Jorge más conocido como Bony, entrenador de fútbol del deportivo provitec, donde Alejandro comenzó su verdadera experiencia en cancha reglamentaria en la liga juvenil sabatina de las canchas de la deportiva el golazo. Siempre se destacó como un jugador rápido, creativo y con mucha fortaleza. Se formó en las fuerzas básicas del Santos Laguna, donde lo debutó el técnico mexicano Benjamin Galindo en un juego de liga frente a los xolos de Tijuana el 13 de octubre de 2012 donde el marcador terminó con empate a 2 goles.
El 6 de junio de 2013 se dio a conocer su préstamo al Club Zacatepec.

## Clubes
| Club               | País                 | Año         |
| ------------------ | -------------------- | ----------- |
| Santos Laguna      | México               | 2007 - 2011 |
| Lobos de la BUAP   | México               | 2011 - 2012 |
| Santos Laguna      | México               | 2012 - 2013 |
| Club Zacatepec     | México               | 2013        |
| Santos Laguna II   | México               | 2013 - 2014 |
| Celaya Fútbol Club | México               | 2015 - 2016 |
| NK Travnik         | Bosnia y Herzegovina | 2018        |